# ۱۲۸۴ (میلادی)
۱۲۸۴ (میلادی) هزار و دویست و هشتاد و چهارمین سال تقویم میلادی است.

## زادگان
- ۲۵ آوریل - ادوارد دوم، پادشاه انگلستان (م. ۱۳۲۷)

## درگذشتگان
- ۴ آوریل – آلفونسو دهم، نویسنده اسپانیایی (ز. ۱۲۲۱)